# Ізола-дель-П'яно
Ізола-дель-П'яно (італ. Isola del Piano) — муніципалітет в Італії, у регіоні Марке, провінція Пезаро і Урбіно.
Ізола-дель-П'яно розташована на відстані близько 210 км на північ від Рима, 65 км на захід від Анкони, 23 км на південний захід від Пезаро, 13 км на схід від Урбіно.
Населення — 595 осіб (2014).
Щорічний фестиваль відбувається 25 липня. Покровитель — San Cristoforo.

## Демографія
Населення за роками:

Станом на 1 січня 2023 року в муніципалітеті офіційно проживало 37 іноземців з 16 країн, серед них 18 громадян країн Євросоюзу та 2 громадяни України.

## Сусідні муніципалітети
- Фоссомброне
- Монтефельчино
- Урбіно